# Ballaciner
Ballaciner est un essai de Jean-Marie Gustave Le Clézio, en collaboration avec Gilles Jacob, publié le 10 mai 2007 aux éditions Gallimard. Ballaciner est un mot-valise formé à partir de ballade et ciné.

## Éditions
- Éditions Gallimard, coll. « Blanche », 2007  (ISBN 978-2-07-078484-4)[2].